# Zawisza Bydgoszcz (wioślarstwo)

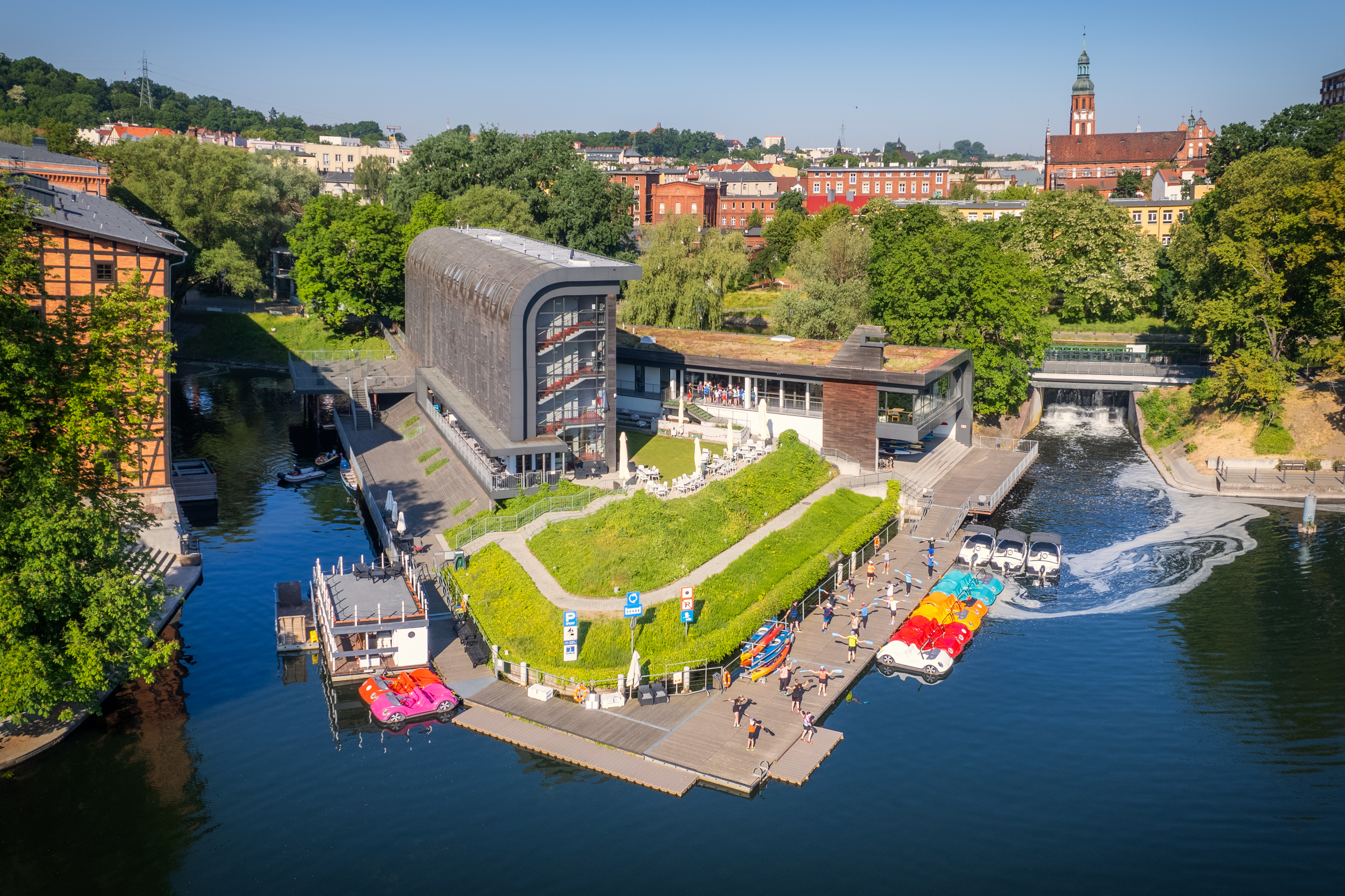
Przystań klubu nad Brdą

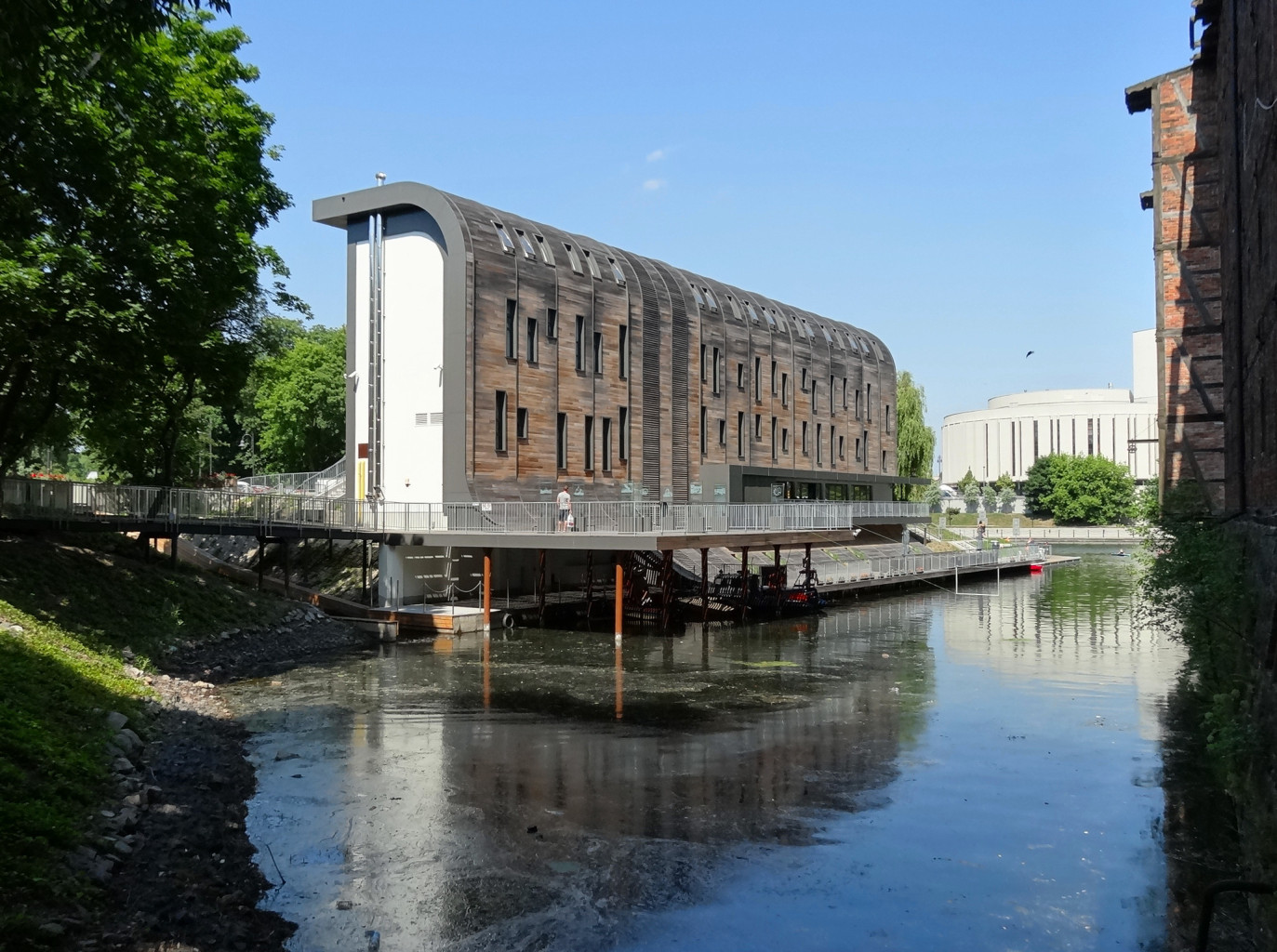
Przystań klubu

CWZS „Zawisza” – Stowarzyszenie Wioślarskie – klub wioślarski w Bydgoszczy. Działalność prowadzi od roku 1950 – pierwotnie jako sekcja klubu wojskowego WKS Zawisza, a od roku 2005 jako niezależne stowarzyszenie sportowe, współtworzące z siedmioma innymi jednosekcyjnymi stowarzyszeniami zrzeszenie o nazwie Cywilno-Wojskowy Związek Sportowy „Zawisza”. 

## Historia sekcji
Sekcję wioślarską wojskowego klubu w Bydgoszczy utworzono w roku 1950. Zbiegło się to w czasie z centralną reformą klubów wojskowych. Po 1949 przy dowództwach okręgów wojskowych utworzono Okręgowe Wojskowe Kluby Sportowe (OWKS), które były filiami Centralnego Wojskowego Klubu Sportowego w Warszawie. Istniejące wcześniej wojskowe kluby (a zatem i WKS Zawiszę) wcielono do OWKS-ów. Od razu zdecydowano, że centralne szkolenie wioślarzy pełniących służbę wojskową będzie się odbywało w Okręgowym WKS w Bydgoszczy. WKS pozyskiwał sportowców z innych klubów jako żołnierzy zawodowych, albo wcielał sportowców odbywających zasadniczą służbę wojskową. Dla wioślarzy wcielanych do wojska była to szansa na kontynuację kariery sportowej w zasobnym kubie pod okiem dobrych trenerów. Wielu z zawodników wiązało się zatem po służbie zasadniczej z klubem na stałe, stając się żołnierzami zawodowymi.
W roku 1951 sekcja wioślarska klubu otrzymała na swą bazę dawną przystań Yachtklubu na Wyspie Młyńskiej. Już w drugim roku istnienia sekcji, jej zawodnik, Stanisław Wieśniak, wystartował na Igrzyskach Olimpijskich w 1952 w Helsinkach. Od połowy lat 50. sekcja wioślarska Zawiszy zaliczała się do najsilniejszych Polsce. W 1957 roku, na fali  odwilży gomułkowskiej, przywrócono klubowi nazwę WKS Zawisza Bydgoszcz.
W 1961 roku zaledwie 12 zawodników Zawiszy zdobyło wszystkie siedem tytułów mistrzów Polski seniorów w klasycznych konkurencjach męskiego wioślarstwa (w tamtych czasach były to: jedynka, dwójka podwójna, dwójka bez sternika, dwójka ze sternikiem, czwórka bez sternika, czwórka ze sternikiem i ósemka). Był to pierwszy i jak dotąd ostatni taki wyczyn w historii polskiego wioślarstwa. W latach 60., 70. oraz 80. klub był wioślarską potęgą. Aby nie opierać się głównie na zawodnikach trafiających do Zawiszy w związku ze służbą wojskową, od połowy lat 70. stworzono system klas sportowych w których szkolono młodszych zawodników, co przyniosło sukcesy w młodszych kategoriach wiekowych.
Kres potęgi klubu przyniósł kryzys gospodarczy końca lat osiemdziesiątych. Spowodował on znaczne ograniczenie finansowania Zawiszy przez wojsko. Wszystkie sekcje ograniczyć musiały wydatki i nabór młodych zawodników. Kryzys ten ciągnął się przez całe lata 90., choć równocześnie zawodnicy klubu zdobywali medale na mistrzostwach świata seniorów, a Jacek Streich zdobył w 1992 roku brązowy medal olimpijski. W związku z wycofywaniem się na początku XXI wieku z finansowania Zawiszy przez Ministerstwo Obrony Narodowej, w okresie tym sekcja wioślarska zdobywała jedynie pojedyncze medale mistrzostw Polski.
Znaczne zadłużenie klubu i zła sytuacja materialna wszystkich sekcji spowodowała reorganizację Zawiszy dokonaną w 2005 roku. Aby zachować ciągłość szkolenia, wszystkie sekcje klubu stały się niezależnymi jednosekcyjnymi stowarzyszeniami sportowymi, współtworząc jednocześnie zrzeszenie o nazwie Cywilno-Wojskowy Związek Sportowy „Zawisza”. Sekcja wioślarska stała się stowarzyszeniem CWZS „Zawisza” – Stowarzyszenie Wioślarskie. Towarzyszyła temu udzielona przez miasto pomoc, w postaci przejęcia w 2006 przez Bydgoszcz wioślarskiej przystani na Wyspie Młyńskiej (teren ten stanowił własność Agencji Mienia Wojskowego). Miasto oddało następnie przystań w użyczenie Zawiszy, a w latach 2010-2012 wybudowało w miejscu starej przystani nowy, nowoczesny budynek. Budynek ten składa się m.in. z hangarów na łodzie wioślarskie i infrastruktury treningowej dla wioślarzy.
W drugiej dekadzie XXI wieku klub wioślarski Zawisza nie może nawiązać do wcześniejszych zwycięstw. Z jednej strony – cały czas jego zawodnicy (zawodowi żołnierze) są reprezentantami kraju, którzy regularnie startują na igrzyskach olimpijskich i zdobywają medale na największych imprezach międzynarodowych. Z drugiej – szkolenie młodzieży nie pozwala na osiągnięcie takich wyników, jak w przeszłości. 

## Wyniki Sportowe

### Klasyfikacje drużynowe
W latach 60., 70. oraz 80. Zawisza Bydgoszcz wielokrotnie zwyciężała w drużynowej klasyfikacji mistrzostw Polski w wioślarstwie i to pomimo braku w klubie osad kobiecych (punkty w tej klasyfikacji mogli więc tylko zdobywać mężczyźni). 
W ostatnich latach, według punktacji Polskiego Związku Towarzystw Wioślarskich, klub zajął następujące miejsca w klasyfikacji drużynowej: 
- w roku 1999 – 9 miejsce na 32 sklasyfikowane kluby[5],
- w roku 2000 – 16 miejsce na 33 sklasyfikowane kluby[5],
- w roku 2001 – 18 miejsce na 33 sklasyfikowane kluby[5],
- w roku 2002 – 17 miejsce na 33 sklasyfikowane kluby[5],
- w roku 2003 – 18 miejsce na 34 sklasyfikowane kluby[5],
- w roku 2004 – 20 miejsce na 34 sklasyfikowane kluby[5],
- w roku 2005 – 21 miejsce na 36 sklasyfikowanych klubów[5],
- w roku 2006 – 23 miejsce na 34 sklasyfikowane kluby[5],
- w roku 2007 – 22 miejsce na 35 sklasyfikowanych klubów[5],
- w roku 2008 – 15 miejsce na 37 sklasyfikowanych klubów[5],
- w roku 2009 – 21 miejsce na 38 sklasyfikowanych klubów[5],
- w roku 2010 – 19 miejsce na 37 sklasyfikowanych klubów[5],
- w roku 2011 – 25 miejsce na 35 sklasyfikowanych klubów[5],
- w roku 2012 – 24 miejsce na 35 sklasyfikowanych klubów[5],
- w roku 2013 – 18 miejsce na 38 sklasyfikowanych klubów[5],
- w roku 2014 – 19 miejsce na 36 sklasyfikowanych klubów[6],
- w roku 2015 – 18 miejsce na 38 sklasyfikowanych klubów[7],
- w roku 2016 – 13 miejsce na 37 sklasyfikowanych klubów[8],
- w roku 2017 – 13 miejsce na 35 sklasyfikowanych klubów[9],
- w roku 2018 – 14 miejsce na 36 sklasyfikowanych klubów[10],
- w roku 2019 – 14 miejsce na 38 sklasyfikowanych klubów[11].

### Wioślarscy olimpijczycy Zawiszy
- Helsinki 1952

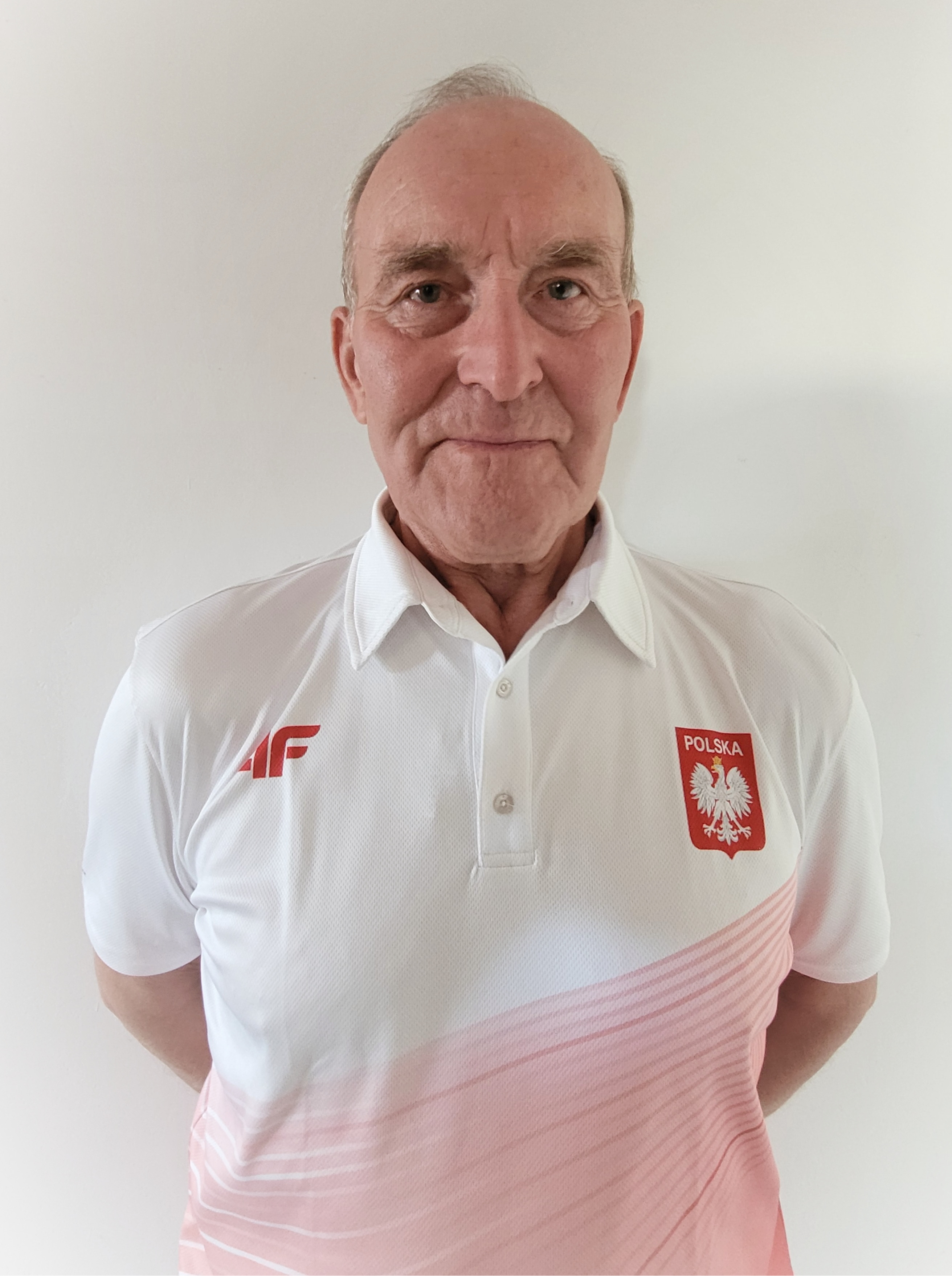
Marian Drażdżewski - olimpijczyk i trener(2023 r.)

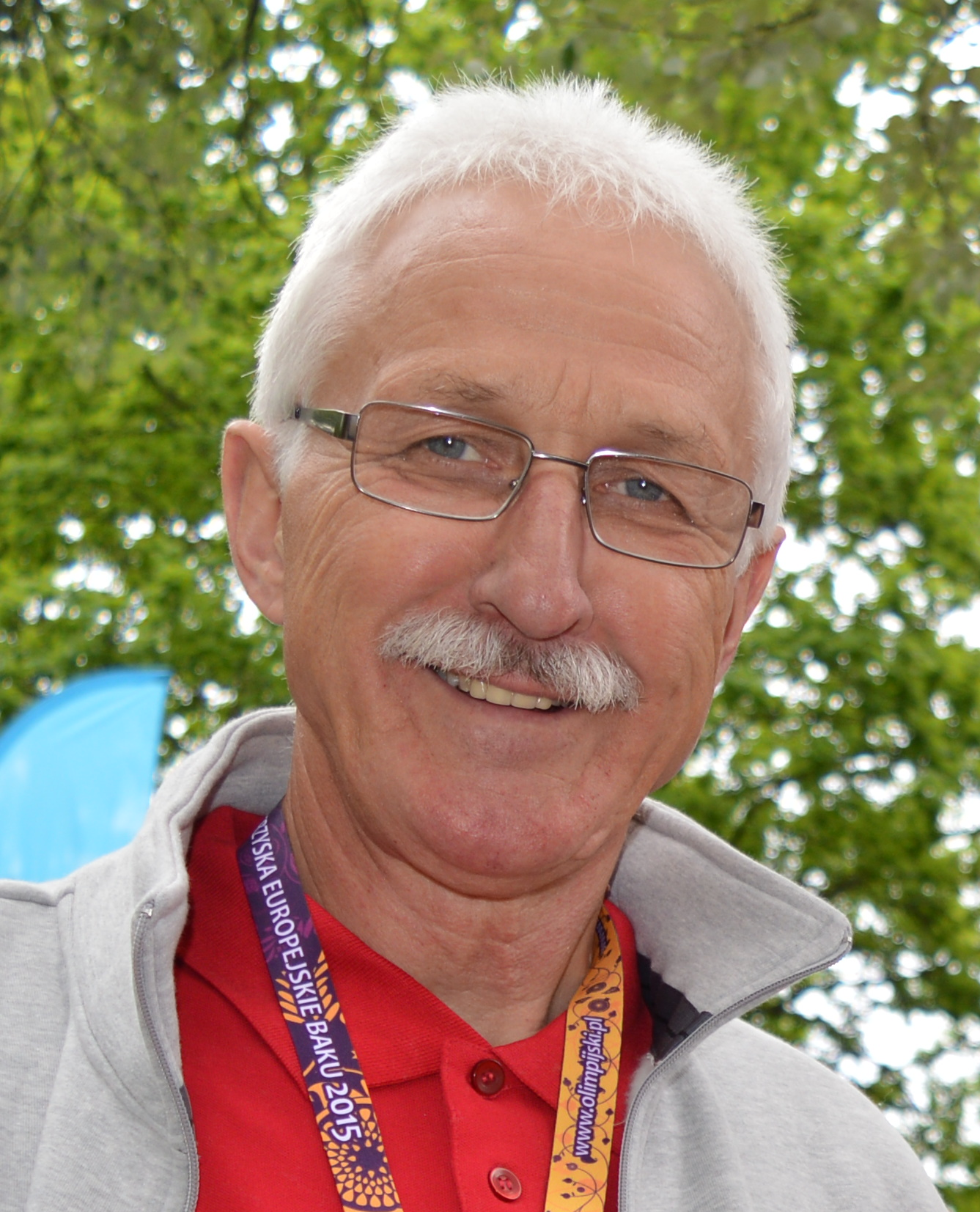
Olimpijczyk Adam Tomasiak

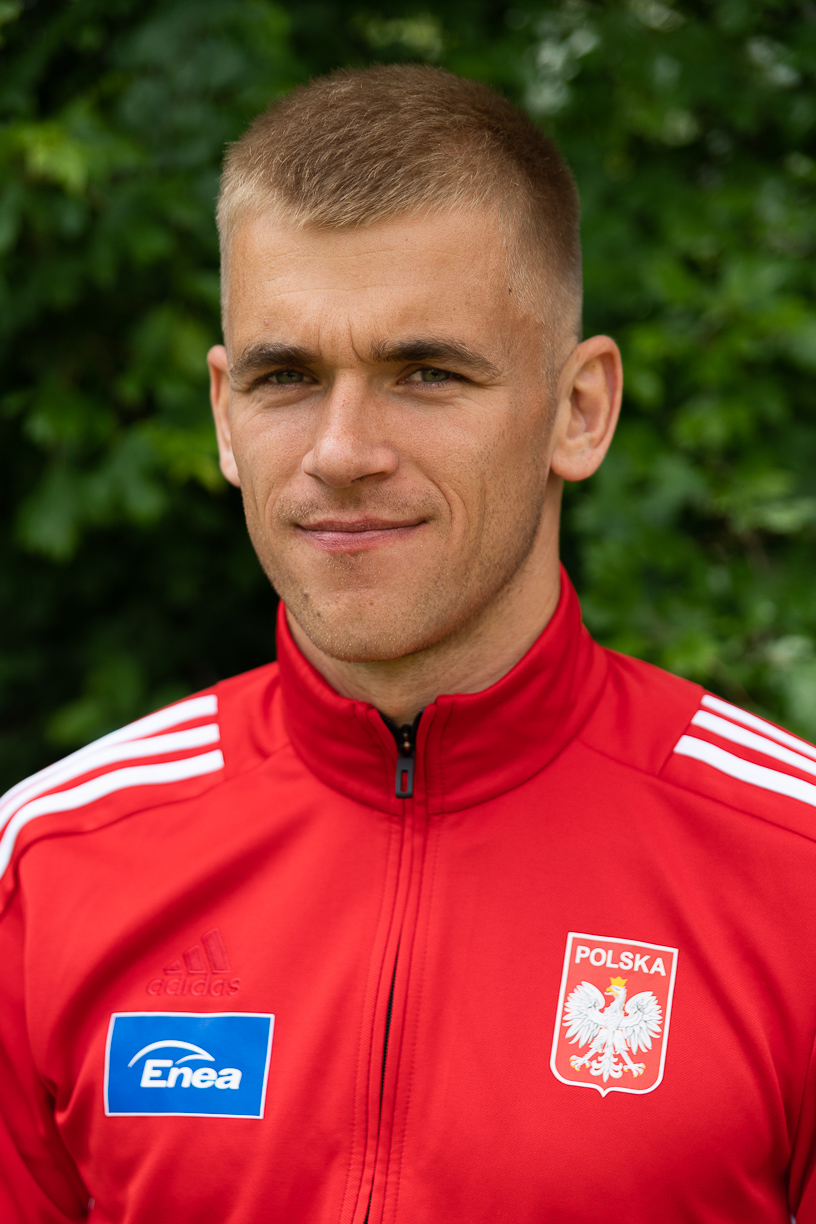
Michał Szpakowski

  - Stanisław Wieśniak – dwójka bez sternika – odpadł w repasażach.
- Tokio 1964
  - Czesław Nawrot i Alfons Ślusarski – dwójka bez sternika – VIII miejsce.
- Monachium 1972
  - Ryszard Giło, Grzegorz Stellak, Marian Drażdżewski, Jerzy Ulczyński, Sławomir Maciejowski, Jan Młodzikowski, Marian Siejkowski, Krzysztof Marek, Ryszard Kubiak (sternik),  – ósemka ze sternikiem – VI miejsce,
  - Roman Kowalewski, Kazimierz Lewandowski – dwójka podwójna – XII miejsce,
  - Henryk Walczukiewicz – ósemka, rezerwowy.
- Montreal 1976
  - Grzegorz Stellak i Ryszard Kubiak – dwójka ze sternikiem – VI miejsce,
  - Jerzy Ulczyński i Adam Tomasiak – czwórka ze sternikiem – VIII miejsce,
  - Mirosław Jarzembowski – czwórka ze sternikiem, rezerwowy.
- Moskwa 1980
  - Ryszard Kubiak – czwórka ze sternikiem –  brązowy medal,
  - Zbigniew Andruszkiewicz – czwórka podwójna – VII miejsce.
- Barcelona 1992
  - Jacek Streich – czwórka ze sternikiem –  brązowy medal.
- Atlanta 1996
  - Jacek Streich – czwórka bez sternika – XII miejsce,
  - Robert Sycz – dwójka podwójna wagi lekkiej – VII miejsce,
  - Jarosław Nowicki – czwórka podwójna – IX miejsce.
- Ateny 2004
  - Rafał Hejmej i Daniel Trojanowski – członkowie ósemki ze sternikiem – VIII miejsce.
- Pekin 2008
  - Rafał Hejmej i Daniel Trojanowski – członkowie ósemki ze sternikiem – V miejsce.
- Londyn 2012
  - Rafał Hejmej, Daniel Trojanowski, Krystian Aranowski, Piotr Juszczak, Michał Szpakowski – członkowie ósemki ze sternikiem – VII miejsce.
- Rio de Janeiro 2016
  - Daniel Trojanowski, Krystian Aranowski, Piotr Juszczak, Michał Szpakowski – członkowie ósemki ze sternikiem – V miejsce.

### Inne sukcesy indywidualne
Oprócz występów na Igrzyskach Olimpijskich, zawodnicy sekcji wioślarskiej odnieśli następujące sukcesy:
- Łącznie zawodnicy sekcji wioślarskiej zdobyli ponad 40 medali mistrzostw świata i Europy. W szczególności tytuły Mistrzów Świata  seniorów zdobywali: Robert Sycz (dwójka podwójna wagi lekkiej w 1997 i 1998)[12], Daniel Trojanowski (sternik dwójki ze sternikiem w 2007)[13] oraz Michał Szpakowski (czwórka bez sternika w 2019)[14]. Mistrzami Świata  juniorów byli: Andrzej Jasiński, Roman Czapara, sternik Sławomir Deka (dwójka ze sternikiem w 1977). Srebrne  i brązowe  medale mistrzostw świata i seniorów wywalczyli m.in.: Grzegorz Stellak, Ryszard Kubiak, Waldemar Wojda, Jacek Streich, Daniel Trojanowski, Krystian Aranowski, Michał Szpakowski, Piotr Juszczak. Mistrzami Europy  zostali natomiast Daniel Trojanowski i Krystian Aranowski (ósemka w roku 2009) oraz Piotr Hojka, Rafał Hejmej, Michał Szpakowski, Krystian Aranowski i Daniel Trojanowski (ósemka w roku 2012)[15].
- zdobycie „Diamentowych Wioseł” w prestiżowych, królewskich regatach Henley na Tamizie w 1986 – czwórka ze sternikiem z Wojciechem Neumanem i Ryszardem Kubiakiem.
- W konkurencjach indywidualnych Mistrzostw Polski juniorów i seniorów wioślarze Zawiszy zdobyli łącznie ponad 1000 medali[16].